# Ларса Піппен
Ларса Марі Піппен (особове ім'я Юнань, народилася 6 липня 1974) — американська учасниця реаліті-шоу, світська особа та бізнесвумен. Учасниця основного акторського складу реаліті-шоу «Справжні домогосподарки Маямі» від Bravo, з'являється в ньому в 2011 році (на прем'єру), а потім повертається в 2021 році.

## Раннє життя й освіта
Піппен народилася 6 липня 1974 року в родині ассирійців; її мати походить з Лівану, а батько — з Сирії. Вона виросла в місті Чикаго, штат Іллінойс.

## Кар'єра

### Телебачення
У лютому 2011 року вийшов перший сезон серіалу «Справжні домогосподарки Маямі», у якому Піппен разом із Леа Блек, Адріаною де Моура, Алексією Неполою, Мерісол Паттон і Крісті Райс налагоджували своє особисте та професійне життя, дотримуючись принципу «старанно працюй, старанно відпочивай», живучи в місті Маямі, штат Флорида. Піппен покинула перший сезон, відзнявшись у 7 серіях, як повідомляється, через те, що вона була «надто врівноваженою» для акторського складу домогосподарок Маямі. Шоу скінчилося після третього сезону через падіння рейтингів, що призвело до перезапуску й возз'єднання акторського складу. Після того, як у 2020 році Bravo повторно показав перші 3 сезони шоу, у листопаді 2020 року поширилися чутки про можливе поновлення і вихід четвертого сезону. У лютому 2021 року мережа Bravo підтвердила намір випуску четвертого сезону, а в жовтні 2021-го стримінговий сервіс Peacock оголосив акторський склад, в який увійшли Піппен, Хохштайн і Непола, а також новачки: Герді Абрайра, Джулія Лемігова та Ніколь Мартін; до них приєдналися де Моура, Паттон і нова подруга Кікі Барт. Піппен повертається до п’ятого сезону серіалу, який, за прогнозами, вийде наприкінці 2022 року.
Окрім нетривалої кар'єри в серіалі «Справжні домогосподарки Маямі», Піппен часто з’являлася в телепрограмі Keeping Up with the Kardashians ("Життя Кардаш'янів") протягом багатьох років, зокрема завдяки її дружбі з Кім Кардашян та рештою сім’ї Кардашьян-Дженнер. Вона з'явилася в п'ятому епізоді другого сезону серіалу «Продам Захід», в якому Крішелл Стаузе провів для неї екскурсію по дому. Вона також була присутня разом зі своїм тодішнім чоловіком Скотті Піппеном, коли вони підтримували свою дочку Софію на шоу «Танці з зірками: Юніори». Піппен також брала участь у ток-шоу, зокрема в «Телевізійному шоу Ніка Кеннона», «Шоу Венді Вільямс» і «Дивіться, що відбувається в прямому ефірі» з Енді Коеном.

### Ювелірні вироби
У серпні 2020 року Піппен успішно запустила та змоделювала свою лінійкуювелірних виробів високого класу Larsa Marie. Вона розповіла, що у колекції є широкий вибір виробів, які зосереджуються на «любові до себе та наданні жінкам можливості почуватися найкращими». У 2021 році Піппен потрапила на обкладинку серпневого випуску "Harper's Bazaar Vietnam", де представила свою останню колекцію, обговорювала своє особисте життя та давала поради щодо моди.

## Особисте життя
Піппен є матір’ю Скотті-молодшого, Престона, Джастіна та Софії, яких вона ділить зі своїм колишнім чоловіком Скотті Піппеном. Скотті та Ларса вперше розлучилися в 2016 році після майже 20 років шлюбу, але помирилися до 2018 року, коли вони почали процес розлучення. Вони мирно розійшлися 15 грудня 2021 року, і продовжили зосереджуватися на «спільному вихованні неповнолітніх дітей».

## Фільмографія
| рік               | Назва                                     | Примітки                                             |
| ----------------- | ----------------------------------------- | ---------------------------------------------------- |
| 2011, 2021–донині | Справжні домогосподарки Маямі             | Учасниця головного акторського складу; 1, 4–4 сезони |
| 2011–22           | Дивіться, що відбувається в прямому ефірі | Гостя; 4 та 18–19 сезони                             |
| 2011–19           | Не відставати від Кардашьян               | Гостя; сезони 6, 9–10 і 14–16                        |
| 2018 рік          | Танці з зірками: Юніори                   | Гостя                                                |
| 2020 рік          | Продам Захід                              | Гостя                                                |
| 2021 рік          | Телевізійний серіал Ніка Кеннона          | Гостя                                                |
| 2022 рік          | Шоу Венді Вільямс                         | Гостя                                                |

## Дивіться також
- Франшиза «Справжні домогосподарки ».
- Справжні домогосподарки Маямі

## Зовнішні посилання
- Larsa Pippen на сайті IMDb (англ.)